# Юсупов, Алишер
Алишер Халимбоевич Юсупов (узб. Alisher Xalimboy o'g'li Yusupov; род. 27 ноября 1998, Ургенчский район, Хорезмская область) — узбекский дзюдоист, бронзовый призёр летних Олимпийских игр 2024 года, призёр чемпионатов мира 2023 и 2024 в личных соревнованиях, призёр летних Азиатских игр 2022 года. Заслуженный спортсмен Республики Узбекистан (2024).

## Биография
Алишер Халимбоевич Юсупов родился 27 ноября 1998 года в Ургенчском районе Хорезмской области. 

## Карьера
Является членом сборной команды Узбекистана по дзюдо с 2017 года.  Тренер - Джамшид Худойберганов. Юсупов занял третье место на чемпионате Азии среди юношей до 21 года в 2017 году и пятое на чемпионате мира среди юниоров в том же году в весовой категории до 100 килограммов. В 2018 году он занял второе место на чемпионате Азии среди юношей до 21 года.
В 2023 году выиграл на турнире серии Большого шлема в Ташкенте.
На чемпионате мира 2023 года в Дохе завоевал бронзовую медаль в категории свыше 100 кг. В поединке за третье место одолел соперника из Японии Кокоро Кагеуру.
На летних Азиатских играх 2022 года в Китае, в весовой категории свыше 100 кг, завоевал бронзовую медаль, одолев в поединке за третье место спортсмена из Японии Хюгу Оту. В смешанном командном турнире в составе сборной Узбекистана также завоевал бронзовую медаль.
В  августе 2023 года в связи с 32-летием независимости Республики Узбекистан за достижение значительных результатов награжден медалью «Келажак бунёдкори».
Весной 2024 года на предолимпийском чемпионате мира, который состоялся в Объединённых Арабских Эмиратах, Алишер завоевал бронзовую медаль чемпионата мира. В поединке за третье место он победил соперника из Кубы Энди Гранду.
На летних Олимпийских играх 2024 года в Париже Алишер завоевал бронзовую медаль, одолев в схватке за третье место японского спортсмена Тацури Саито, мастерски применив болевой приём рычаг локтя между ног (удэ-хисиги-дзюдзи-гатамэ).
В августе 2024 года за выдающийся вклад в поднятие на новый уровень олимпийского движения в стране, популяризацию физической культуры и спорта, всесторонне достойное выступление на XXXIII летних Олимпийских играх в городе Париже (Франция) указом Президента Узбекистана присвоено почетное звание Заслуженный спортсмен Республики Узбекистан.